# Video High Density

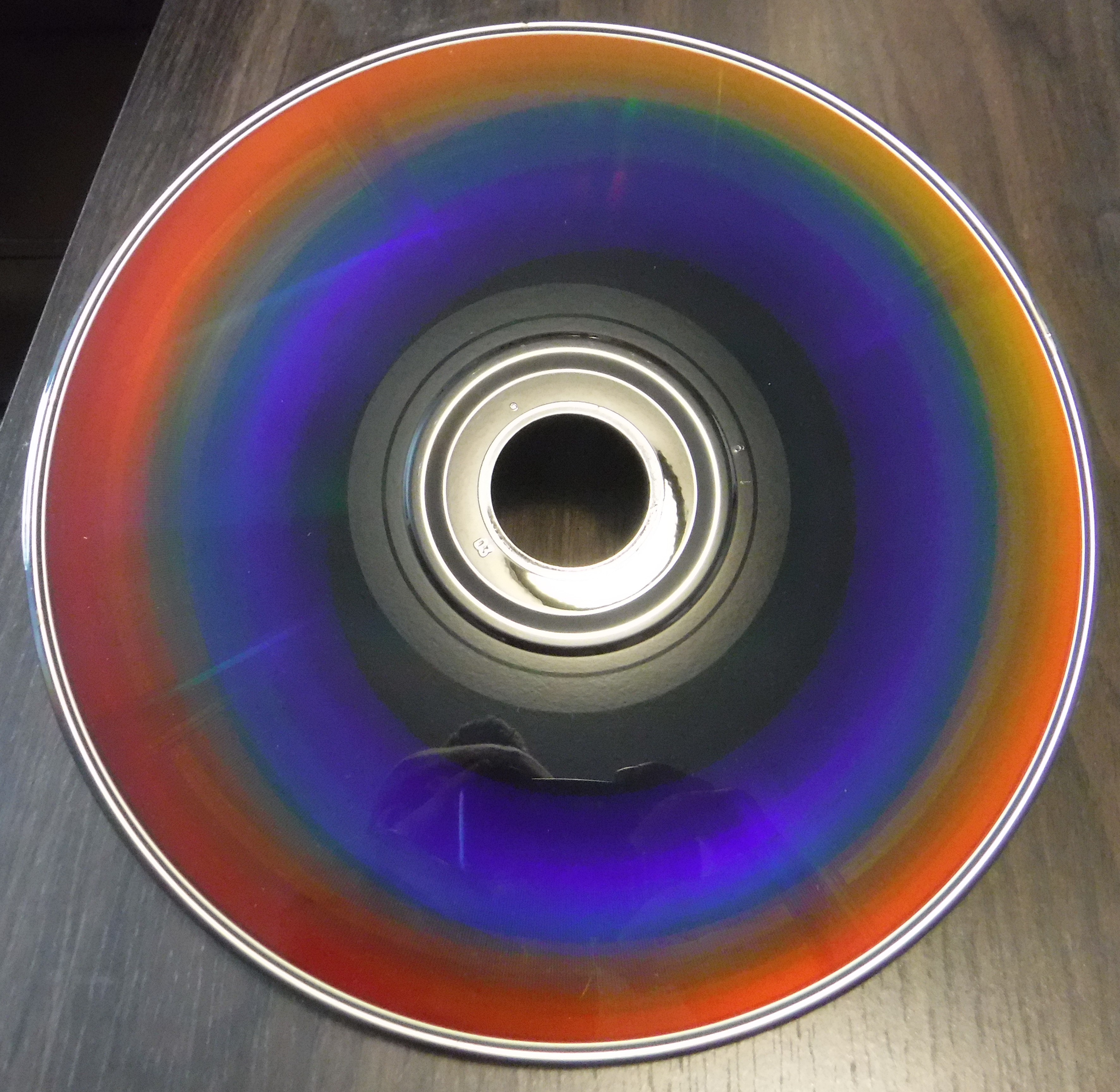
Dysk Video High Density

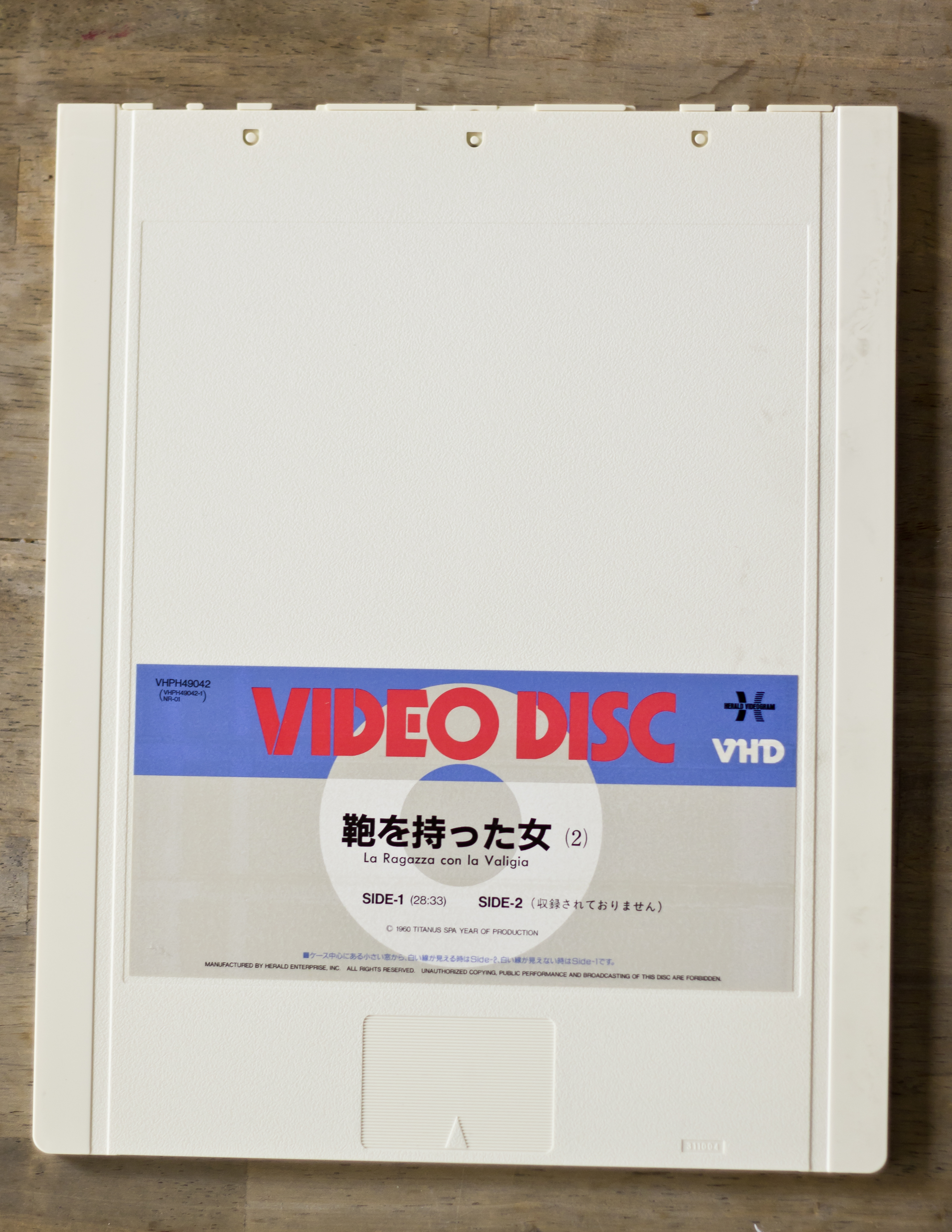
Dysk VHD w kopercie

VHD (ang. Video High Density) – dysk wizyjny dużej gęstości, dysk wizyjny pojemnościowy.
System został opracowany przez japońską firmę JVC w 1978 roku. Został wycofany z produkcji w 1984 roku. Pomimo tego VHD jest formatem bardzo poszukiwanym przez kolekcjonerów. Był rozpowszechniony przede wszystkim w Japonii, gdzie do tej pory jest uznawany za format kultowy i dostępna jest tam spora kolekcja filmów i programów telewizyjnych (także trójwymiarowych).
Konkurencyjnym formatem dla VHD był amerykański CED opracowany przez firmę RCA. W latach 80. XX wieku zarówno VHD, jak i CED zostały wyparte z rynku przez format LaserVison.

## Opis i charakterystyka
Dysk ma średnicę 25 cm, tłoczony z przewodzącego polichlorku winylu. Mieści po jednej godzinie nagrania na każdej stronie. Zapis obrazu i dźwięku jest analogowy. Ścieżka zapisu składa się z owalnych zagłębień. Kierunek ścieżki od zewnątrz do środka płyty.  W zagłębieniach są zakodowane informacje o obrazie i dźwięku stereo (modulacja FM). Zagłębienia wizyjne mają 0,3 µm  (±0,08 µm), dźwiękowe 0,12 µm. W przeciwieństwie do systemu pojemnościowego CED, dysk VHD nie ma rowków.
Czytnik, którym jest wąska elektroda naklejona na szafirowym bloku, naprowadzany jest na ścieżkę serwomechanizmem sterowanym sygnałami pomocniczymi. Szerokość bloku: 3,5 ścieżki. Jeden obrót dysku: dwie klatki (4 pola). Istnieje możliwość oglądania spowolnionego obrazu, stop-klatka odtwarzana elektronicznie z pamięci.
Dysk VHD, podobnie jak CED jest wrażliwy na zabrudzenia i jest chroniony w plastikowej kopercie. Trwałość czytnika z naniesioną elektrodą: 2000 godzin, trwałość dysku: ponad 10 000 odtworzeń.
Wizja: pasmo luminacji 3,1 MHz, pasmo chrominancji: 0,5 MHz, rozdzielczość pozioma: ponad 250 linii. Fonia: pasmo 30÷20 000 Hz; zniekształcenia harmoniczne: poniżej 0,3%.
Dyskowid VHD wyposażony jest w specjalny adapter PCM, może odtwarzać dyski dźwiękowe systemu AHD Audio High Density (opracowany w latach 70. XX wieku przez JVC cyfrowy format zapisu dźwięku).